# Nikolaus Harnoncourt
Nikolaus Harnoncourt (6. prosince 1929, Berlín, Německo – 5. března 2016, Sankt Georgen im Attergau, Rakousko) byl rakouský dirigent, cellista, hudební publicista, jeden ze zakladatelů interpretace klasické hudby na dobové nástroje.

## Životopis

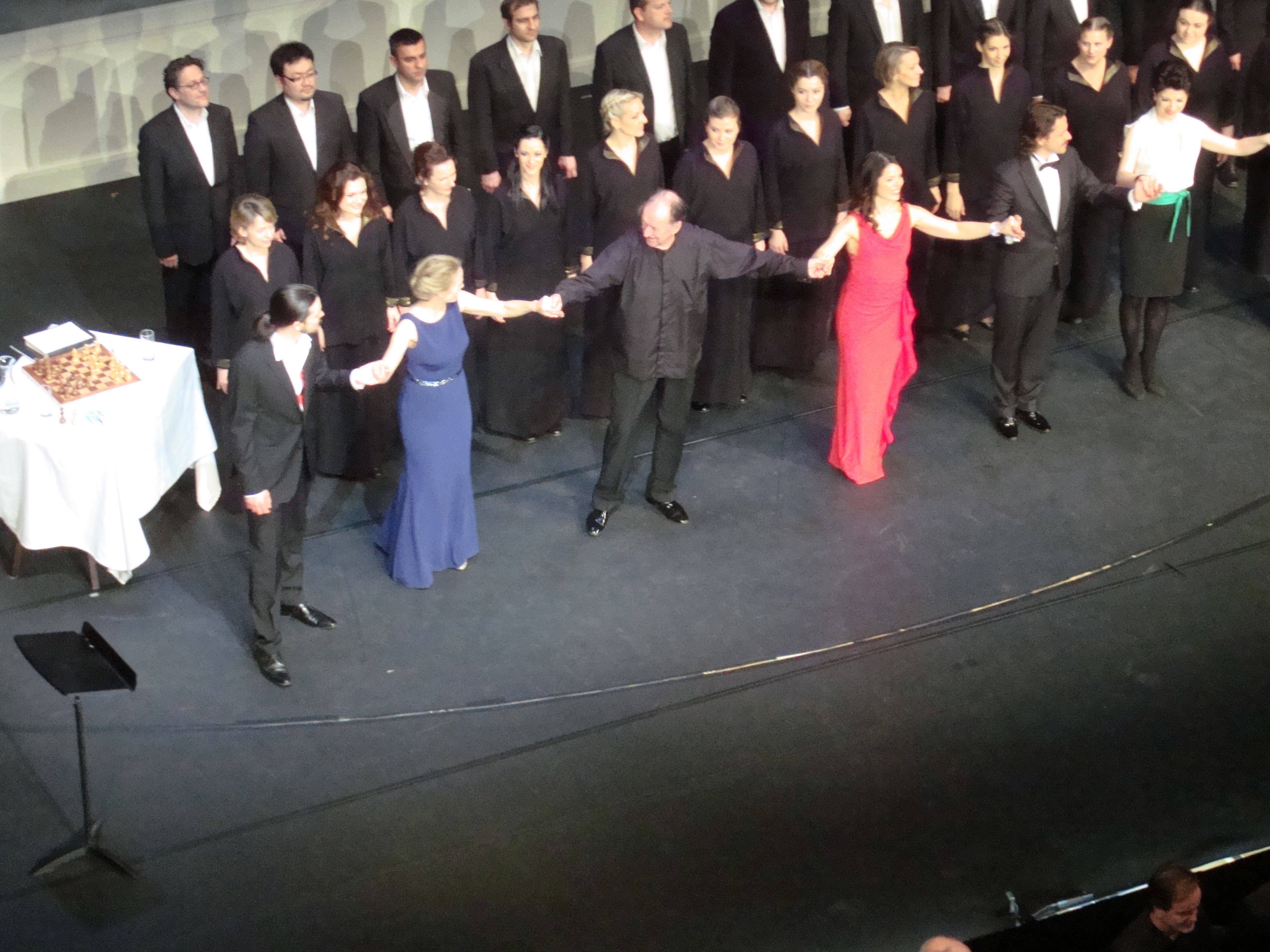
Nikolaus Harnoncourt při děkovačce v březnu 2014

Harnoncourt se narodil v Berlíně v rodině stavebního inženýra. Jeho celé rodné jméno je Johannes Nicolaus hrabě de la Fontaine a d’Harnoncourt-Unverzagt.
Mládí prožil ve Štýrském Hradci, kam se jeho rodiče přestěhovali. V roce 1948 začal ve Vídni studovat hru na violoncello. Již v té době se začal zabývat problematikou interpretační praxe staré hudby. V letech 1952–1969 působil jako cellista u Vídeňských symfoniků. Roku 1953 založil Harnoncourt orchestr Concentus Musicus Wien (Vídeňský hudební souzvuk), orientovaný na autentickou interpretaci barokní hudby za pomoci původních nástrojů nebo jejich replik. Realizoval s ním mnoho nahrávek a získal světovou proslulost.
Od začátku 70. let se začal prosazovat jako dirigent klasických symfonických orchestrů. Vrcholem v této oblasti bylo navázání spolupráce s Vídeňskými filharmoniky v roce 1984 a s Berlínskými filharmoniky roku 1991. Harnoncourt byl i vyhledávaným operním dirigentem. Ve Vídeňské státní opeře, Salcburském festivalu či Opeře Zürich inscenoval díla od baroka po 20. století. Na Salcburském festivalu se ovšem prosadil teprve počátkem 90. let, po smrti Herberta von Karajan. Harnoncourt byl rovněž pedagogicky činný. V letech 1972–1992 vyučoval na hudební akademii Mozarteum v Salcburku interpretaci staré hudby. Harnoncourt pravidelně vystupoval na hudebním festivalu Styriarte, který se každoročně koná ve Štýrském Hradci. V roce 2009 zde dirigoval Gershwinovu operu Porgy a Bess.
V roce 1968 vytvořil Harnoncourt filmovou roli prince Anhaltsko-Cöthenského ve filmu Kronika Anny Magdaleny Bachové. O Harnouncourtovi byl v roce 2005 natočen televizní dokumentární film Jede Note ist ein Kuss (Každá nota je políbení), kde spoluúčinkovaly hudební soubory Concentus musicus Wien a Vídeňští filharmonikové.

## Ocenění (výběr)
- 1994: Polar Music Prize, Stockholm
- 1997: Robert-Schumann-Preis
- 2001: Grammy
- 2002: Ernst von Siemens Musikpreis
- 2005: Kyoto-Preis za celoživotní dílo

## Literární činnost
- Musik als Klangrede. Residenz, Salzburg 1982, ISBN 3-7017-1379-0
- Der musikalische Dialog. Residenz, Salzburg 1984, ISBN 3-7017-0372-8
- Was ist Wahrheit? Zwei Reden. Residenz, Salzburg 1995, ISBN 3-7017-0889-4
- Töne sind höhere Worte. Residenz, Salzburg 2007, ISBN 978-3-7017-3055-1

## Nahrávky
- Nikolaus Harnoncourt, Frans Brüggen, Leopold Stastny, Herbert Tachezi. Johann Sebastian Bach: Gamba Sonatas — Trio Sonata in G major. Viola da gamba: Jacobus Stainer; Violoncello: Andrea Castagneri; Flétna: A.Grenser; Cembalo: kopie of Martina Skowroncka. Telefunken.
- Nikolaus Harnoncourt, Gustav Leonhardt, Concentus musicus Wien, Alan Curtis, Anneke Ulttenbosch, Herbert Tachezi. Johann Sebastian Bach: Harpsichord Concertos BWV 1052, 1057, 1064. Teldec
- Nikolaus Harnoncourt, Chamber Orchestra of Europe. Franz Schubert. Symphonies. Ica Classics.
- Nikolaus Harnoncourt, Rudolf Buchbinder (fortepiano). Wolfgang Amadeus Mozart. Piano concertos No. 23&25. Replika klavíru Waltera of Paula McNyltyho. Sony.
- Nikolaus Harnoncourt, Chamber Orchestra of Europe, Pierre-Laurent Aimard. Ludwig van Beethoven. Piano Concertos Nos. 1-5. Teldec Classics.
- Nikolaus Harnoncourt, Chamber Orchestra of Europe, Gidon Kremer, Martha Argerich. Schumann: Piano Concerto and Violin Concerto. Teldec Classics